# Torre Alemanna
Il complesso di Torre Alemanna è ubicato a 18 km da Cerignola, lungo la strada provinciale per Candela, al crocevia di due importanti vie di comunicazione ricadenti sul tracciato dei tratturi a servizio della transumanza. Attualmente è inglobato dalla frazione rurale denominata Torre Alemanna-Borgo Libertà, fondata nel 1951 da l’Ente per lo Sviluppo dell'Irrigazione e la Trasformazione Fondiaria di Puglia e Lucania.
Inoltre, è anche intitolata con nome omonimo la vicina area di servizio Sarni sulla autostrada A16.

## Storia

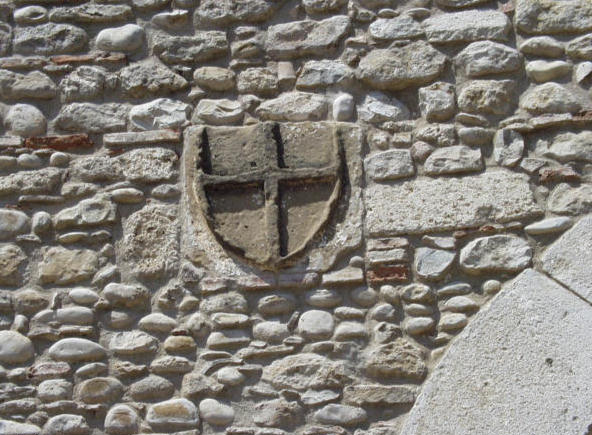
Stemma dei Cavalieri Teutonici posto sulla facciata esterna.

Il nome di Torre Alemanna compare, come riferimento topografico, in un documento del "Codice diplomatico barlettano" del 1334. Nella delimitazione dei confini di una proprietà si fa riferimento ad una "viam qua itur a Turri de Alamagnis". In documenti più tardi, ma anche nella cartografia di epoca moderna, il luogo è spesso citato con il toponimo Torre de la Manna. Per essere già nota in quell'epoca significa che essa esisteva da tempo.
Va ricordato che, a breve distanza dalla Torre Alemanna, c'è il Monte Maggiore, luogo in cui si svolse nel 1041 la battaglia di Montemaggiore, con i Normanni ed i Longobardi che sconfissero i Bizantini.
L'appellativo di Alemanna rinvia inoltre ai suoi fondatori, i Cavalieri Teutonici, ai quali Federico II donò (come attestano documenti del XIII secolo) delle terre presso Corneto, antico borgo medievale (distrutto nel 1349, nel corso delle guerre dinastiche che videro opposti Giovanna I di Napoli e Carlo III di Napoli), i cui resti distano difatti poco più di un chilometro dal complesso.
Il complesso di Torre Alemanna, è ritenuto dagli storici il più fiorente delle balie teutoniche in Puglia. Un centro talmente ricco (fra il XIV ed il XV secolo, possedeva oltre 2.800 ettari di terre) da consentire con la sua produzione zootecnica e cerealicola il sostentamento anche di San Leonardo di Siponto, da cui dipendeva, e degli altri insediamenti pugliesi aventi perlopiù valenza strategica e politica.
L'intero possedimento fu nel 1483 ceduto dai Cavalieri alla Chiesa che, trasformandolo in Commenda concistoriale, lo gestì per mezzo di procuratori.
Qualche decennio dopo, nel 1525, Leandro Alberti descrive il monumento come meta di pellegrinaggi da parte di ex prigionieri che vi portavano ex voto in onore di San Leonardo, ma al momento della visita il complesso appare in stato di abbandono ed a rischio di rovina. Appare molto probabile che in questo arco di tempo la comunità di Torre Alemanna visse una fase di transizione tale da determinarne un processo di degrado e trasformazione dell'originario assetto, così come si era stratificato nel corso del XIII e XIV secolo.
Intorno al terzo quarto del XVI secolo si segnala l'attivismo del cardinale Niccolò Caetani di Sermoneta, che nel 1570 avvia i lavori di costruzione del "Palazzo dell'Abate”, nell'ala sud del complesso.
Una visita pastorale del 1693 ci consegna l'immagine del complesso alla fine del XVII secolo: insieme al manoscritto che descrive le destinazioni d'uso dei vari ambienti del complesso è conservata una stampa con la rappresentazione delle diverse strutture e relativa legenda descrittiva .
Nuovi interventi si hanno all'epoca del cardinale Pasquale Acquaviva d'Aragona quando, in seguito all'evento sismico del 1731, il suo procuratore Diego Ingellis realizza nel 1750 la suggestiva loggia (Fig. 1) che collega il “Palazzo dell'Abate” alla torre e l'ingresso principale a sudest (Fig. 2).
Nel 1865 fu venduto come bene demaniale ed i successivi interventi di ristrutturazione sostanzialmente non muteranno l'immagine del corpo principale del complesso edilizio.
Nell'ultimo dopoguerra il complesso masseriale ha subìto i maggiori danni, dovuti all'incuria, allo sconsiderato uso e, soprattutto, alla radicale trasformazione del sito.
Negli anni cinquanta del secolo scorso, infatti, l’Ente per lo Sviluppo dell'Irrigazione e la Trasformazione Fondiaria di Puglia e Lucania (poi denominato prima ERSAP ed infine Settore riforma fondiaria - Ufficio ex ERSAP) fondò una nuova borgata denominata Borgo Libertà demolendo alcune parti del complesso masseriale.
Del vecchio quadrilatero, che costituiva l'intera masseria sorta intorno alla Torre, oggi resta tuttavia visibile e ben conservata una parte degli edifici, essendo scomparsi totalmente solo alcuni corpi di fabbrica sul lato ovest e sul lato nord, rispettivamente corrispondenti alle antiche rimesse per le carrozze e al giardinetto, così come illustrato nella citata stampa di fine Seicento.
Nel 1983 il complesso masseriale è stato sottoposto a regime di tutela con declaratoria di vincolo, quale bene monumentale.
Nel 1988 partono i primi interventi di restauro e di consolidamento del solo nucleo centrale. Un secondo lotto di lavori dal 1997 al 2000, nonché le attività di ricerca condotte con importanti sinergie tra Enti ed Università (italiane, francesi e tedesche) nell'ambito del programma finanziato dalla Comunità Europea denominato "Cultura 2000", hanno iniziato a restituire al monumento gli antichi splendori.
Torre Alemanna, con gli attuali lavori di restauro, si approssima a diventare Museo della ceramica e Centro internazionale di studi.
Nel 2013 è stato uno dei 700 tesori artistici aperti al pubblico durante la XXVI Giornata FAI di Primavera (23 e 24 marzo). 

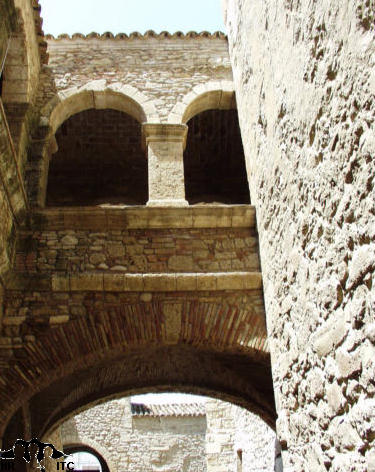
Fig. 1: Particolare della loggia interna al complesso.
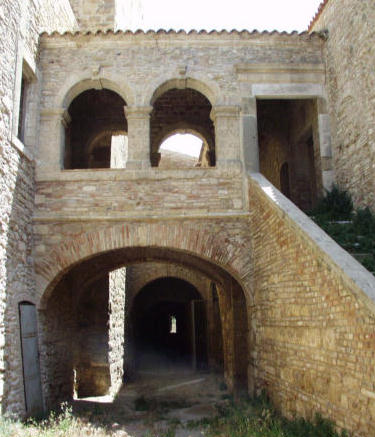
Fig. 2: La loggia che collega il palazzo dell'abate al corpo di fabbrica della torre.

## Architettura
Torre Alemanna appare oggi come un complesso masseriale dotato, per l'appunto, di una torre d'avvistamento a pianta quadrangolare di circa 10 metri di lato e 24 di altezza e di una serie di corpi di fabbrica edificati nel corso dei secoli per ospitare numerose destinazioni d'uso (residenziale, produttiva e di culto) (Fig. 3).
Il vano di piano terra della torre, la cui altezza si estende fino al livello del 1º piano del complesso, è coperto con volta a crociera (Fig. 4) costolonata poggiante su quattro colonnine con capitelli gotici "a crochet”. Esso, pregevolmente affrescato su tre lati e caratterizzato da un arco trionfale sulla parete ovest, è stato da sempre ritenuto una preesistente cappella, sulle cui mura, opportunamente raddoppiate, fu eretta la torre. La scoperta degli affreschi (Fig. 5-7), datati alla seconda metà del XIII secolo,  avvenne nel corso dei primi lavori di restauro nel 1989. Con il prosieguo dei lavori (1997-2000), operando alcuni saggi conoscitivi all'interno dei muri, si è in realtà constatato che le modanature dell'arco trionfale (Fig. 8) svoltano nella muratura verso ovest rivelando che si tratta addirittura del presbiterio a pianta quadrata di una chiesa, probabilmente cistercense, la cui navata è oggi riconoscibile nella parte adiacente sul lato ovest.
Inoltre, gli scavi archeologici operati nel 2003 (Fig. 9) nel presbiterio stesso hanno rivelato la preesistenza di un'ulteriore abside da relazionare ad una chiesa ancor più antica.
Dunque è plausibile l'ipotesi che i Cavalieri, venuti in possesso dei terreni, abbiano eretto una torre sui resti di una chiesa edificandone, qualche decennio più tardi (XVI secolo), una nuova (oggi ancora esistente) dedicata prima a Santa Maria dei Teutonici, poi a San Leonardo.

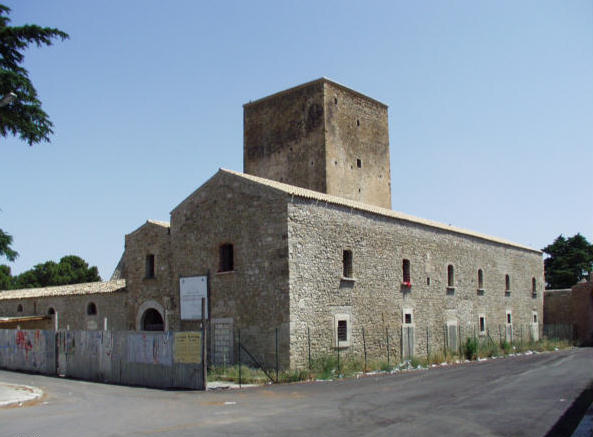
Fig. 3: Veduta generale del complesso.
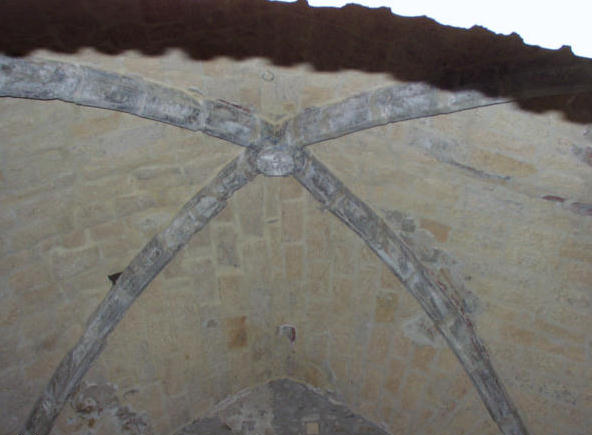
Fig. 4: Veduta della volta di copertura della torre.
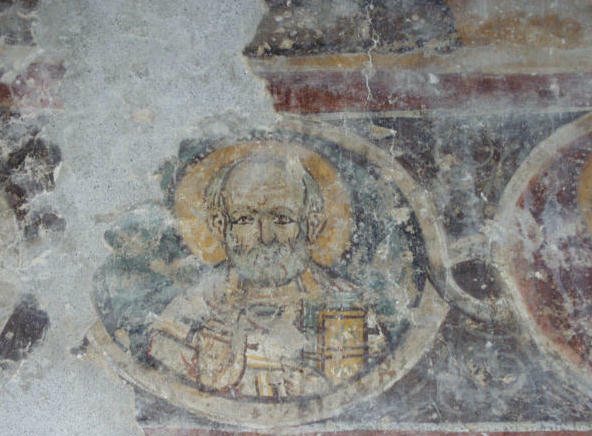
Fig. 5: Affresco raffigurante San Nicola.
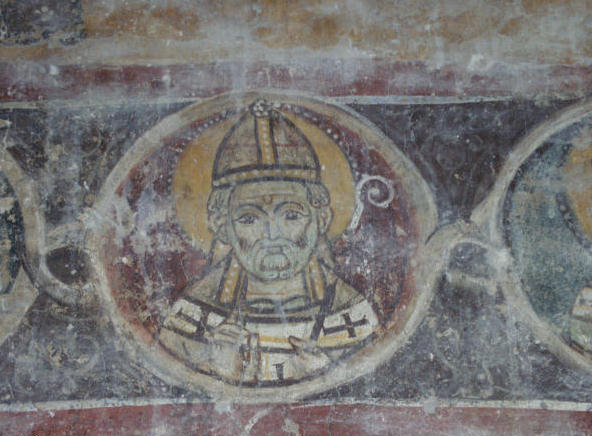
Fig. 6: Affresco raffigurante un Papa.
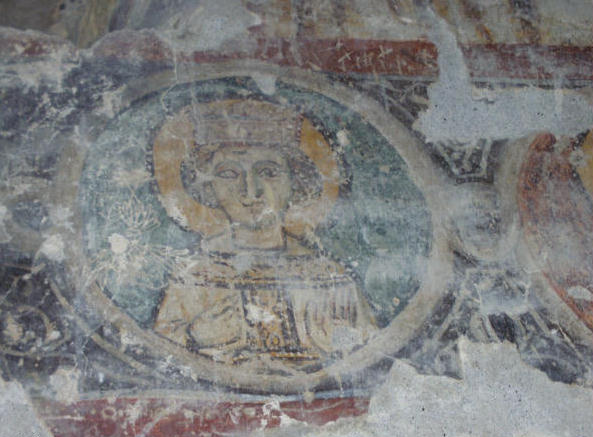
Fig. 7: Uno degli affreschi raffiguranti sante vergini e martiri.
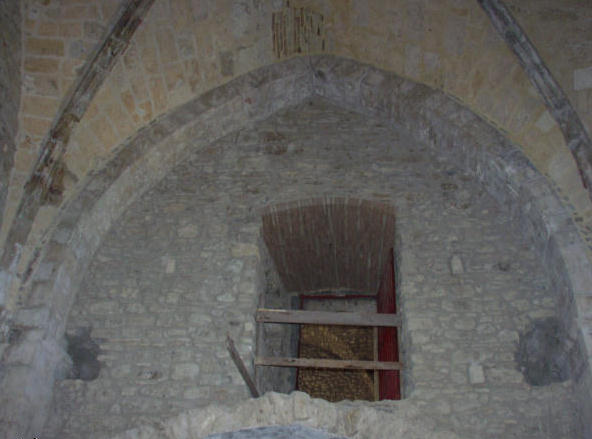
Fig. 8: Veduta della torre da l'arco trionfale della precedente chiesa.
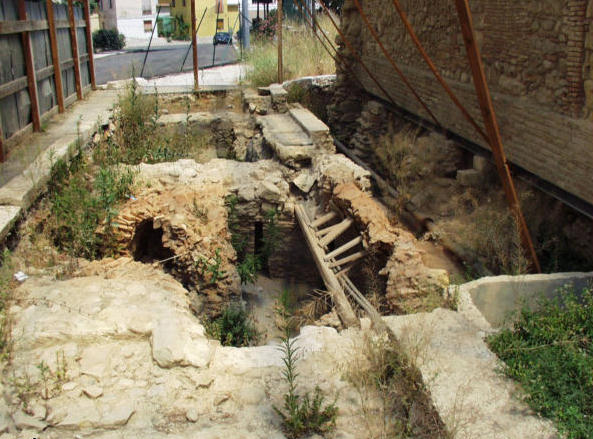
Fig. 9: Area archeologica rinvenuta a ridosso del complesso.

## Galleria d'immagini

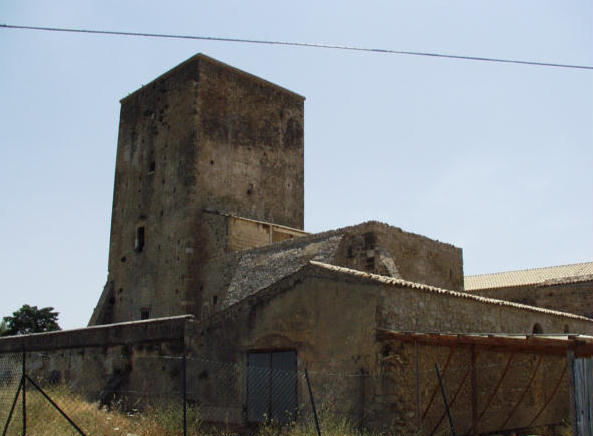
Veduta della torre.
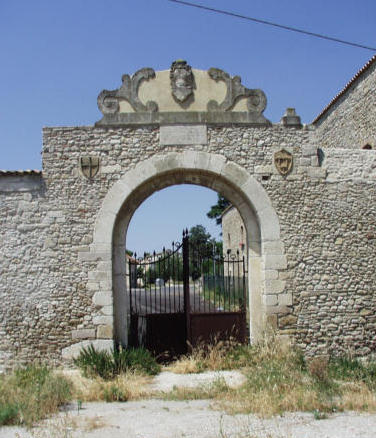
Portale d'accesso al complesso.
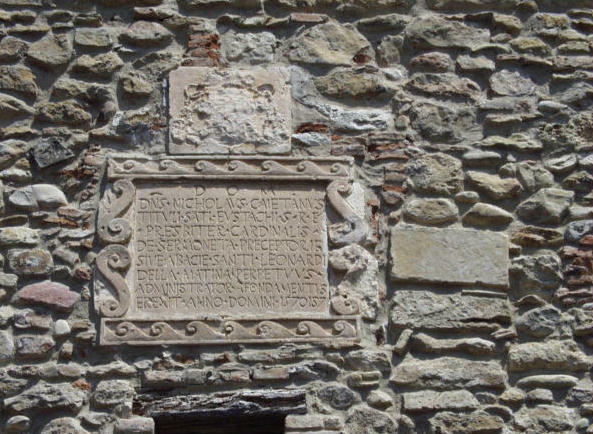
Epigrafe posta su una facciata, che ricorda l'abate commendatario Cardinale Caetani.
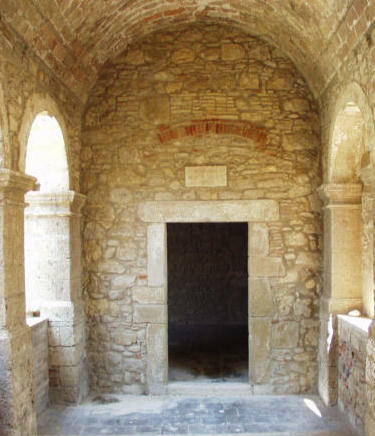
Ingresso alla zona della torre attraverso la loggia.